# Pseudotryblidium neesii
Pseudotryblidium neesii är en svampart som först beskrevs av Flot., och fick sitt nu gällande namn av Rehm 1890. Pseudotryblidium neesii ingår i släktet Pseudotryblidium, ordningen disksvampar, klassen Leotiomycetes, divisionen sporsäcksvampar och riket svampar.   Inga underarter finns listade i Catalogue of Life.